# Альбатрос (охотник за подводными лодками)
«Альбатрос» (итал. L'Albatros) — итальянский охотник за подводными лодками, построенный в 1930-х годах и участвовавший во Второй мировой войне. Позже был переквалифицирован в миноносец.

## Конструкция и описание
В конце 1920-х — начале 1930-х годов Regia Marina была заинтересована в разработке специального противолодочного судна. «Альбатрос» был первым экспериментальным проектом, предложенным и принятым к производству с первоначальным планом строительства 25 кораблей. Предварительная проработка проекта была проведена в 1929 году под влиянием форм корпусов современных береговых торпедных катеров и предусматривала установку пары 450-мм торпедных аппаратов в носовой части корабля. Как Италия была связана условиями Лондонского военно-морского договора, который ограничивал только количество кораблей выше 600 тонн, эти корабли были разработаны с учетом этого предела. Прототип оказался довольно неудачным из-за плохой мореходности за пределами прибрежных районов, трудностей в эксплуатации и обслуживании его паровых двигательных турбин, плохого и устаревшего вооружения. Проект был отменён, а разработка была перенесена на более крупный (будущие эскортные корабли класса Pegaso) с лучшим вооружением и более простыми в использовании двигателями. Торпедные аппараты так и не были установлены.
Интересно, сыграла ли политика значительную роль в этом решении? Большинство в правительстве выступали за развитие капитальных кораблей, поэтому выделяемые ресурсы шли в основном в эту область, включая ненужную перестройку тяжелых крейсеров старой эпохи или продление их службы, но сокращение финансирования научно-технических разработок и производства боеприпасов. В 1935 году «Альбатрос» был переквалифицирован в корабль второй линии и назначен в военно-морское экспериментальное подразделение Regia Marina в Специи.

## Строительство и карьера
«Альбатрос» был спущен на воду 27 мая 1934 года, сдан в эксплуатацию 10 ноября 1934 года, поступил на вооружение КВМС Италии к концу 1934 года. Из-за переклассификации в корабль второй линии, его более современные пушки калибра 100 мм были заменены пушками такого же калибра эпохи Первой мировой войны. В 1937 году его 13,2-мм спаренные зенитные орудия были сначала заменены двумя одиночными 13,2-мм зенитными орудиями, а затем двумя одиночными 8-мм пулемётами.
В июне 1939 года на «Альбатросе» был установлен и успешно испытан первый итальянский эхолокатор SAFAR 600. По результатам гидроакустических испытаний, проведённых в начале 1940 года, эхолокатор смог идентифицировать цели на 3000-3500 м, а иногда даже на 7000 м. Однако, его производство было остановлено из-за приоритета эхолокаторов для подводных лодок. Максимальная скорость корабля в этих испытаниях была ограничена 12 узлами. С началом военных действий «Альбатрос» был назначен на патрульную службу в Мессинском проливе, и эти эксперименты были остановлены. Сильные течения, присутствовавшие в Мессинском проливе, значительно мешали работе гидроакустического оборудования, и его использование было сильно ограничено во время активного дежурства.
За свою короткую карьеру он использовался для патрулирования и противолодочной охоты, в основном в Мессинском проливе и вдоль восточного побережья Сицилии, и в целом выполнил 57 миссий.
«Альбатрос» также сопровождал большой трансатлантический лайнер SS Rex в его последнем рейсе 6 июня 1940 года из Генуи в Триест, а оттуда 15 августа в Пулу.
22 июня 1940 года он был безрезультатно обстрелян вражеской подводной лодкой.
16 июля 1940 года «Альбатрос» во время патрулирования у Августы был замечен и атакован британской подводной лодкой HMS Phoenix (N96). Успешно сманеврировав и избежав торпед, «Альбатрос» атаковал подводную лодку глубинными бомбами и потопил её вместе со всем экипажем.
В 06:40 27 сентября 1941 года «Альбатрос» под командованием капитана Алессандро Маццетти вышел из Мессины, чтобы встретиться с немецкой подводной лодкой U-371 и сопроводить ее через Мессинский пролив. В 08:20 британская подводная лодка HMS Upright заметила «Альбатрос» у Милаццо и решила атаковать его. «Альбатрос» обнаружил подводную лодку и начал приближаться, пытаясь определить её положение. В 8:55, когда итальянское судно вошло во второй проход, HMS Upright выпустил две торпеды примерно с 2750 метров. Одна торпеда попала в «Альбатрос», в то время как британская подводная лодка быстро погрузилась на глубину. Охотник за подводными лодками затонул в восьми милях к северо-западу от Милаццо. Погибло 36 человек, а в живых осталось 47.